# European Journal of Hospital Pharmacy – Science and Practice
Das European Journal of Hospital Pharmacy – Science and Practice, abgekürzt Eur. J. Hosp. Pharm. Sci. Pract., ist eine wissenschaftliche Fachzeitschrift, die vom BMJ-Verlag veröffentlicht wird. Die Zeitschrift wurde unter dem Namen European Journal of Hospital Pharmacy – Practice gegründet und behielt diesen Namen bis 2011 (Band 17). Seit 2012 wird sie unter dem aktuellen Namen herausgegeben. Durch einen Druckfehler begann die Bandzählung 2012 mit dem Band 19, es gibt daher keinen Band 18 dieser Zeitschrift. Die Zeitschrift ist das offizielle Publikationsorgan der European Association of Hospital Pharmacists und erscheint mit sechs Ausgaben im Jahr. Es werden Arbeiten veröffentlicht, die sich mit Themen der Krankenhauspharmazie beschäftigen.
Der Impact Factor lag im Jahr 2019 bei 0,892.